# Lagoa Grande (Minas Gerais)
Lagoa Grande is een gemeente in de Braziliaanse deelstaat Minas Gerais. De gemeente telt 9.216 inwoners (schatting 2009).

## Aangrenzende gemeenten
De gemeente grenst aan João Pinheiro, Lagamar, Paracatu, Presidente Olegário en Vazante.